# Westfield (Wisconsin)
Westfield ist eine Gemeinde (mit dem Status „Village“) im Marquette County im US-amerikanischen Bundesstaat Wisconsin. Im Jahr 2010 hatte Westfield 1254 Einwohner.

## Geografie
Westfield liegt im südöstlichen Zentrum Wisconsins beiderseits des Westfield Creek, der über den Montello River, den Fox River sowie den Lake Winnebago zum Einzugsgebiet des Michigansees gehört. 
Die geografischen Koordinaten von Westfield sind 43°53′01″ nördlicher Breite und 89°29′36″ westlicher Länge. Das Stadtgebiet erstreckt sich über eine Fläche von 4,12 km². 
Nachbarorte von Westfield sind Coloma (19,4 km nördlich), Harrisville (7,6 km östlich), Montello (21,4 km südöstlich), Packwaukee (15,1 km südlich), Oxford (17,2 km südwestlich) und Lawrence (4,2 km westlich).
Die nächstgelegenen größeren Städte sind Appleton (122 km ostnordöstlich), Green Bay am Michigansee (170 km in der gleichen Richtung), Wisconsins größte Stadt Milwaukee (192 km südöstlich), Chicago in Illinois (334 km südsüdöstlich), Rockford in Illinois (216 km südlich) und Wisconsins Hauptstadt Madison (107 km in der gleichen Richtung).

## Verkehr
Die in Nord-Süd-Richtung hier auf einem gleichen Streckenabschnitt verlaufenden Interstate 39 und U.S. Highway 51 bilden den östlichen Ortsrand von Westfield. Der County Highway M bildet  die in Nord-Süd-Richtung verlaufende Hauptstraße von Westfield. Alle weiteren Straßen sind untergeordnete Landstraßen, teils unbefestigte Fahrwege sowie innerörtliche Verbindungsstraßen.
Die nächsten Flughäfen sind der Dane County Regional Airport in Madison (95,1 km südlich) und der Milwaukee Mitchell International Airport in Milwaukee (202 km südöstlich).

## Bevölkerung
Nach der Volkszählung im Jahr 2010 lebten in Westfield 1254 Menschen in 523 Haushalten. Die Bevölkerungsdichte betrug 304,4 Einwohner pro Quadratkilometer. In den 523 Haushalten lebten statistisch je 2,4 Personen. 
Ethnisch betrachtet setzte sich die Bevölkerung zusammen aus 96,4 Prozent Weißen, 0,3 Prozent Afroamerikanern, 0,4 Prozent amerikanischen Ureinwohnern, 0,8 Prozent Asiaten sowie 0,9 Prozent aus anderen ethnischen Gruppen; 1,2 Prozent stammten von zwei oder mehr Ethnien ab. Unabhängig von der ethnischen Zugehörigkeit waren 3,7 Prozent der Bevölkerung spanischer oder lateinamerikanischer Abstammung. 
23,4 Prozent der Bevölkerung waren unter 18 Jahre alt, 60,9 Prozent waren zwischen 18 und 64 und 15,7 Prozent waren 65 Jahre oder älter. 51,8 Prozent der Bevölkerung waren weiblich.
Das mittlere jährliche Einkommen eines Haushalts lag bei 38.036 USD. Das Pro-Kopf-Einkommen betrug 20.582 USD. 18,9 Prozent der Einwohner lebten unterhalb der Armutsgrenze.